# Аин (буква еврейского алфавита)
А́ин (ивр. עַ֫יִן‎ — «око») — шестнадцатая буква еврейского алфавита.
Имеет числовое значение (гематрию) 70. Исторически обозначала звонкий фарингальный фрикатив [ʕ], но в современном иврите часто означает гортанную смычку либо не произносится. Является одной из пяти букв, которые не могут нести сильный дагеш, то есть не удваиваются.
Из-за того, что аин имеет небольшой нижний выносной элемент, который может мешать огласовкам, существует альтернативная форма аин, которая не имеет выносного элемента, она закодирована в Юникоде отдельно, однако более предпочтительным является выбор формы шрифтом.
В идише буква ע означает звук [e].
Название буквы происходит от прото-семитского слова ayn, означающего «глаз».
Соответствует арабской букве айн.

Происходит от финикийской буквы 𐤏, имевшей форму глаза и происходившей от египетского иероглифа 𓁹 

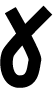
Письменная Аин

| D4 |

.